# Karby Kirke
Karby Kirke er en middelalderkirke i Karby Sogn i Morsø Kommune.
Kirken består af skib og kor med apsis, tårn mod vest, sidefløje mod nord og
syd, og våbenhus mod nord. Skib og kor med apsis er fra romansk tid (omtrent 1200).
Skib og kor væsentlig af rå granit, apsis af hugne granitkvadre.
I slutningen af
Middelalderen er skibet forlænget betydeligt mod vest, med røde mursten (der også
er benyttet ved senere ombygninger), ligesom tårnet, af granit og mursten og
med hvælvet underrum, er tilføjet.
Apsis, der oprindelig har været rigt udsmykket med rundbuefrise, søjler og ornamenterede vinduesindfatninger, er blevet ødelagt ved senere ombygninger. Skib og kor har fladt loft ligesom den sydlige sidefløj, der før har været gravkapel for Ørndrups ejere (de havde også en begravelse i koret), og våbenhuset, begge af mursten.
Den nordlige sidefløj, der er sakristi, har dekoreret hvælving.
Granitalterbord og udskåren altertavle er opsat af præsten Mads Schytte († 1708), der også har ladet
opsætte en tavle over sin hustru Johanne Jørgensdatter († 1672) over den gamle
dør til sakristiet. Prædikestolen er fra 17. århundrede. Døbefonten er af granit.
I sydfløjens ydermur er indsat en
ligsten, vist fra 12. århundrede, på hvilken der i 15. århundrede er indhugget en indskrift,
idet den på ny er benyttet som gravminde.